# Les Voix du large
 (juin 2017).
Si vous disposez d'ouvrages ou d'articles de référence ou si vous connaissez des sites web de qualité traitant du thème abordé ici, merci de compléter l'article en donnant les références utiles à sa vérifiabilité et en les liant à la section « Notes et références ».
Les Voix du large est un documentaire français réalisé par le documentariste Xavier Liébard. Tourné sur une période d'une année à l'île d'Yeu en Vendée, au sein de l'équipe de la radio locale Neptune FM. Ce film interroge la force et la vitalité du modèle associatif et les aléas du vivre ensemble.

## Synopsis
Gérard Château était pâtissier à l'île d'Yeu, lorsqu'il a eu l'idée avec quelques camarades, de créer la première radio islaise à l'île d'Yeu : Neptune FM.
A cette époque en 1983, les radios libres étaient en plein effervescence. Mais jamais il n'aurait imaginé que l'aventure allait durer plus de 32 ans.
Depuis cette date historique, Neptune FM est devenue emblématique de l'île. Plusieurs centaines de bénévoles sont passés par ses ondes. La radio très vite s'est installée dans la vie des islais faisant intégralement partie de leur quotidien. Depuis l'origine, les animateurs de Neptune animent des émissions comme Chansons d'hier et d'aujourd'hui, cette émission consiste à faire chanter les auditeurs à la radio par le biais du téléphone. Il faut dire que Neptune FM est la seule radio a émettre en onde courte sur l'île, puisque le continent est éloigné de plus de 17 kilomètres. Lorsque le réalisateur arrive à Neptune FM, en février 2015, les plus anciens ont  envie de passer la main et d'ouvrir l'antenne à des animateurs plus jeunes qui bousculent leurs habitudes. De nouveaux animateurs font leur entrée. Mathieu débarque sur l'île, la radio est pour lui un moyen de rencontrer les islais. José a décidé de créer la première émission metal de Neptune FM, Furie de temps. Louis Chiron qui est bénévole depuis plus de 11 ans, rêve de pouvoir être salarié un jour afin de rejoindre ses collègues, Rolland et Phillipe qui ont fait leurs armes dans ces studios. Yves Cadou et Jean Yves Le Tellier défenseurs de la chanson française font le pont entre les générations. Centre d'information principale, la radio joue son jeu d'apaisement des tensions et d'espace de solidarité. A travers le regard du cinéaste, c'est tout un microcosme bouillonnant et diversifié qui tente le pari compliqué du mélange associatif.

## Géographie
L'île d'Yeu est une petite île vendéenne au cœur de l'océan atlantique. Elle est située à 17 kilomètres au large en face de Noirmoutier. De toutes les îles françaises c'est une des plus éloignée du continent. Composée de deux villes principales Port-Joinville et Saint-Sauveur, elle est administrée par une commune unique : Port-Joinville. L'ile s'étend sur un territoire de 10 kilomètres de long et sur 4,5 kilomètres de large. La population de l'île était estimée en 2017 aux alentours de 5 000 habitants.

## Détails
Par le biais d'un ami islais, Manuel Guillon, le réalisateur a découvert un jour de février 2015, le Fort de Pierre-levée, situé au cœur de l'île d'Yeu.
Cet ancien fort qui servit à la fois de caserne et de prison d'état, abrita de nombreux prisonniers (comme Philippe Pétain). En 1984, Le Fort de Pierre-levée entre à l'inventaire des monuments historiques et est racheté quelques années plus tard par la mairie de Port-Joinville. Cette reconversion transforme définitivement l'image du bâtiment aux yeux des islais. Depuis cette date, la citadelle est devenue le cœur névralgique de l'île et les foyers de la plupart des associations.   En 2017, on dénombrait à l'île d'Yeu  près de 120 associations pour 5 000 habitants. Marqué par la vitalité associative de l'île , le réalisateur décide de passer par cette radio mythique pour brosser le portrait de ses habitants. A travers elle, c'est toute une petite communauté bouillonnante qui décline son caractère joyeux et la fierté de son identité.

## Moments forts de l'ile
Profitant de l'engagement associatif de ses personnages. Le réalisateur a filmé sur un cycle d'une année, quelques événements symboliques de la vie islaise.
La fête du Beaujolais chez Tintin à Saint-Sauveur (mois de novembre).
Le Grand festin, anciennement appelé fête du thon sur le quai de Port-Joinville (Mois de Novembre).
Les tempêtes du mois de février à la pointe du But.
Les concerts des groupes insulaires au Casino de Port-Joinville.
La fêtes des fleurs qui a lieu tous les deux ans sur l'île au mois de Mai.
L'arrivée des touristes à la période estivale.

## Fiche technique
- Production : Olivier Roncin
- Direction de production : Adeline Pavageau
- Réalisation : Xavier Liébard
- Image : Xavier Liébard
- Son : Arnaud Marten
- Musique Originale : Cédric Le Guillerm[15]
- Montage : Anne-Françoise Scala
- Format : Full HD
- Genre : documentaire
- Production  : Poischiche Films[16]
- Date de diffusion : 10 avril 2017 sur France 3[17]
- Durée : 53 minutes